# Paralympisches Para-Eishockey-Turnier
Während Eishockey seit den Olympischen Sommerspielen 1920 bei Olympia gespielt wird, ist die relativ junge Sportart Para-Eishockey erst seit 1994 paralympisch.
1994 wurde das Turnier als Mixed-Wettbewerb ausgetragen, wobei die Norwegerin Britt Mjaasund Øyen die einzige weibliche Teilnehmerin war. Anschließend wurde das Turnier als reiner Männer-Wettbewerb ausgetragen. Seit 2010 ist das Turnier erneut als Mixed ausgeschrieben, jedoch nahm erst 2018 mit der Norwegerin Lena Schrøder erneut eine Frau teil. 2022 war die einzige weibliche Teilnehmerin Yu Jing aus China.

## Paralympisches Eishockeyturnier
| Turnier             | Finalstände        | Finalstände | Finalstände        | Finalstände |
| Turnier             | Gold               | Silber      | Bronze             |             |
| ------------------- | ------------------ | ----------- | ------------------ | ----------- |
| Lillehammer 1994    | Schweden           | Norwegen    | Kanada             |             |
| Nagano 1998         | Norwegen           | Kanada      | Schweden           |             |
| Salt Lake City 2002 | Vereinigte Staaten | Norwegen    | Schweden           |             |
| Turin 2006          | Kanada             | Norwegen    | Vereinigte Staaten |             |
| Vancouver 2010      | Vereinigte Staaten | Japan       | Norwegen           |             |
| Sotschi 2014        | Vereinigte Staaten | Russland    | Kanada             |             |
| Pyeongchang 2018    | Vereinigte Staaten | Kanada      | Südkorea           |             |
| Peking 2022         | Vereinigte Staaten | Kanada      | China              |             |

### Medaillenspiegel
nach 6 Turnieren
| Rang | Land               | Gold | Silber | Bronze | Gesamt |
| ---- | ------------------ | ---- | ------ | ------ | ------ |
| 1    | Vereinigte Staaten | 5    | –      | 1      | 6      |
| 2    | Kanada             | 1    | 3      | 2      | 6      |
| 3    | Norwegen           | 1    | 3      | 1      | 5      |
| 4    | Schweden           | 1    | –      | 2      | 3      |
| 5    | Japan              | –    | 1      | –      | 1      |
| 5    | Russland           | –    | 1      | –      | 1      |
| 7    | Südkorea           | –    | –      | 1      | 1      |
| 7    | China              | –    | –      | 1      | 1      |